# Красний Клин (Альшеєвський район)
Кра́сний Клин (рос. Красный Клин, башк. Красный Клин) — присілок у складі Альшеєвського району Башкортостану, Росія. Входить до складу Зеленоклинівської сільської ради.
До 10 вересня 2007 року присілок називався Красноклиновського отділення Раєвського совхоза.
Населення — 238 осіб (2010; 245 в 2002).
Національний склад:
- башкири — 42 %